# Каргалинское шоссе (Алма-Ата)
Каргалинское шоссе — бывшая автомобильная дорога в Алма-Ате и пригородах к хозяйствам Каскеленского района и местам отдыха алма-атинцев. До 1917 года — гужевой путь к лесоразработкам в ущелье реки Большая Алматинка, к местам выработки извести и мрамора в Каскеленском ущелье, к Каргалинской суконной фабрике. Каргалинское шоссе формировалось в 1870-х годах, носило местные названия — Верхний и Нижний, — по отношению к тракту Верный-Ташкент. Вдоль Каргалинского шоссе, которое имело важное торгово-хозяйственное значение, возникали хутора в 3-4 двора, загородные дачи. В первые годы Советской власти на их месте создавались первые колхозы, а с развитием Алма-Аты в юго-западном направлении участки шоссе заселялись (жилые районы КИЗ, СМУ-15).
Трафик 39 000 машин за сутки (2022 г.) .
Современными частями Каргалинского шоссе являются улица Жандосова, улица Курмангазы, небольшой участок улицы Байзакова от проспекта Абая до улицы Джандосова, конечный небольшой участок улицы Муканова от улицы Курмангазы до проспекта Абая. Автодорога АЛ-72 — участок в Алматинской области